# روي هينشاو
روي هينشاو (بالإنجليزية: Roy Henshaw)‏ هو لاعب كرة قاعدة أمريكي، ولد في 29 يوليو 1911 في شيكاغو في الولايات المتحدة، وتوفي في 8 يونيو 1993 في لا غرانت في الولايات المتحدة.

## وصلات خارجية
- روي هينشاو على موقع دوري كرة القاعدة الرئيسي (الإنجليزية)
- روي هينشاو على موقعبيزبول رفرنس.كوم (الدوري الرئيسي) (الإنجليزية)
- روي هينشاو على موقعبيزبول رفرنس.كوم (الدوري الثانوي) (الإنجليزية)